# MS Vronskiy
El MS Vronskiy, anteriormente llamado MS Wisteria, es un ferry operado por Acciona Trasmediterránea, que desde 2013 cubre las rutas Almería-Nador y Almería-Ghazaouet.

## Historia

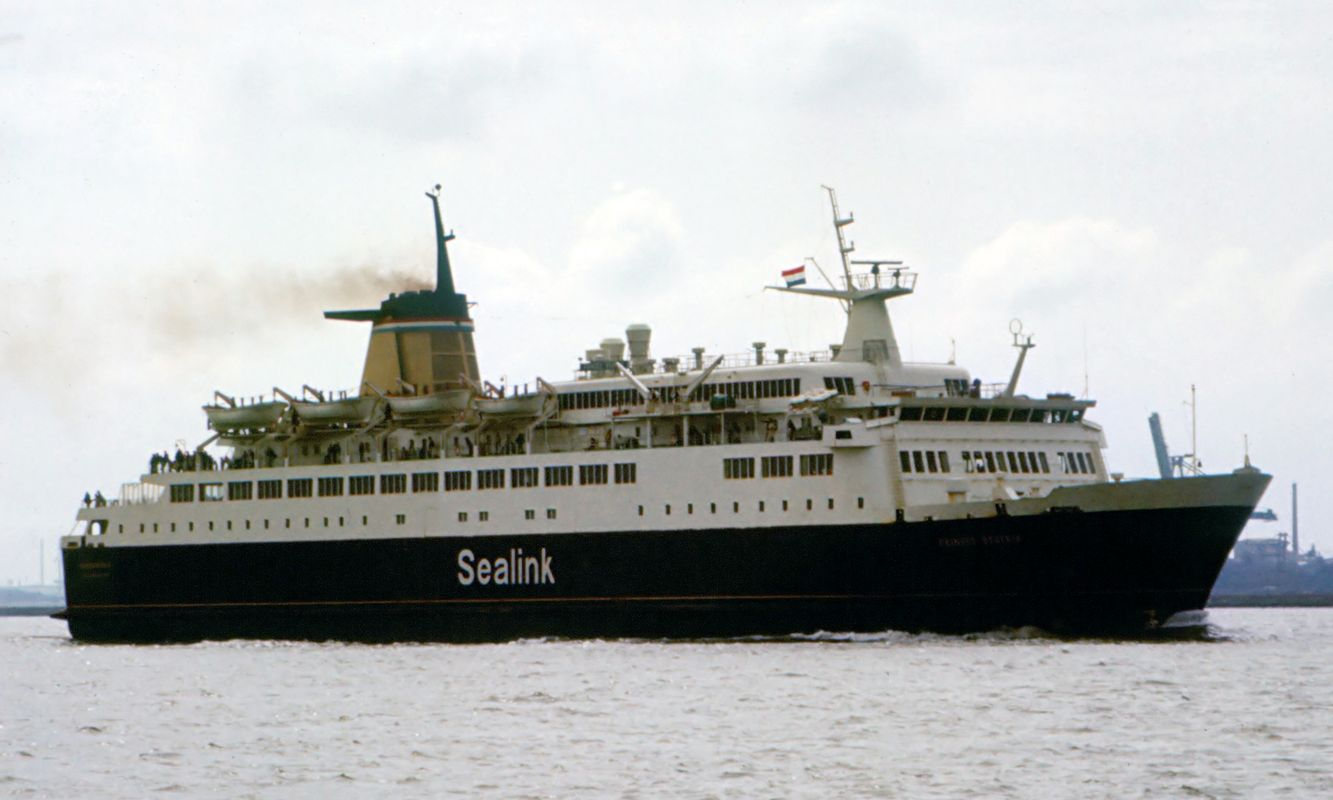
HRH Princess Beatrix en 1980

El Wisteria fue construido en 1978 en Heusden, Holanda para la compañía Stoomvaart Maatschappij Zeeland. En enero de 1978 fue nombrado y botado con el nombre de HRH Princess Beatrix en honor a Beatriz I de los Países Bajos, y fue destinado a realizar la ruta entre Hoek van Holland y Harwich. 
En 1985, Brittany Ferries compró el ferry y lo alquiló durante un año a su antigua compañía: Stoomvaart Maatschappij Zeelandand. Fue nuevamente renombrado como Duc de Normandie, y operó desde el 5 de junio de 1986 entre Portsmouth y Ouistreham.
El 10 de julio de 2002 fue transferido a la ruta Plymouth - Roscoff, reemplazando al MV Quiberon. En septiembre de 2004 realiza su último viaje para la compañía Brittany Ferries.
Brittany Ferries vendió el ferry en 2005 a la compañía TransEuropa Ferries, en esta época recorría la ruta entre el Puerto de Ramsgate y Ostend bajo el nombre de MV Wisteria. En 2004 fue alquilado a Ferrimaroc y a Acciona Trasmediterránea para su uso en la línea Almería - Nador. 
En noviembre de 2012 comenzó a cubrir la línea Algeciras-Tánger, en abril del año 2013 fue vendido a la sociedad "Nizhniy Shipping Ltd.", siendo operado por "Pulchramare". En mayo de 2013 cambió nuevamente de denominación y pasó a llamarse Vronskiy, operando desde ese momento en las líneas Almería-Orán y Algeciras-Tánger.

## Otros datos
El 29 de abril, fecha en la que cubría la línea Algeciras – Tanger, tras una inspección oficial, el ferry fue detenido y obligado a detener su actividad después de detectarse en dicha inspección 17 deficiencias, de las cuales hasta 15 de ellas eran motivo de paralización del buque.

## Incidentes y accidentes
- El día 31 de julio de 2007, cubriendo la ruta entre Almería y Nador,[7] y que dando servicio a la operación paso del estrecho, colisionó con el Cable Francés durante las maniobras de entrada al puerto español. Al parecer, el buque navegaba a una velocidad excesivamente alta, cuantificada en 17 kt. El navío sufrió daños de consideración, pero por encima de su línea de flotación.[8] Los desperfectos sufridos por la estructura fueron cuantificados por valor de unos 120 000 €.